# Agni III
Agni III est un missile balistique à moyenne portée (3 200 kilomètres) développé par l'Inde qui a été testé pour la première fois en 2006 et est déployé depuis 2014. Il emporte une ogive nucléaire de 40 kilotonnes d'équivalent TNT. 

## Contexte
Le développement de la famille de missiles balistiques sol-sol indiens Agni remonte à 1982 lorsque le gouvernement indien d'Indira Gandhi, favorable aux armes nucléaires, confie au DRDO (agence chargée du développement des matériels militaires indiens) la mission de développer le programme IGMDP (Integrated Guided Missile Program) dont l'objectif est de mettre au point les systèmes de missiles modernes nationaux (missiles antichars, antiaériens et missiles sol-sol tactiques et stratégiques). Pour les missiles balistiques conçus pour emporter une ogive nucléaire, les responsables du programme choisissent de développer en parallèle les missiles Prithvi à ergols liquides pour la courte  portée  et les missiles Agni à propergol solide pour les portées plus lointaines. Le développement des missiles Agni s'appuie largement sur le technologies mises au point pour le lanceur civil à propergol solide SLV qui effectue son premier vol réussi en 1980. Le missile Agni III à moyenne portée est la troisième réalisation de la série des Agni. Le développement est officialisé en mai 2006. Avec son diamètre de 2 mètres et sa forme plus trapue il constitue une rupture par rapport aux versions précédentes dont le diamètre de 1 mètre était hérité du lanceur SLV. Le tir du missile est effectué en juillet 2006 mais est un échec.  

## Caractéristiques techniques
L'Agni III est un missile balistique à moyenne portée (3 200 kilomètres pour une charge utile de 1 tonne) bi-étages à propergol solide. Il prend la suite du missile Agni II (sans le remplacer). Pour accroitre sa mobilité, il est beaucoup plus compact que son prédécesseur grâce à un diamètre qui est passé de 1 à 2 mètres. Le missile est long de 16,3 mètres pour une masse au lancement de 48,3 tonnes.Le premier étage est long de 8,8 mètres et est séparé par un inter-étage long de 1,1 mètre du second étage long de 3,1 mètres. L'enveloppe du premier étage est réalisée en composite carbone qui permet d'alléger fortement la masse à vide. Il emporte 28 tonnes de propergol solide structuré en deux segments et dispose d'une tuyère orientable qui contrôle son orientation (lacet, tangage, roulis) et permet de supprimer les gouvernes. L'impulsion spécifique est de 237 secondes au sol et de 269 secondes dans le vide. Le deuxième étage  a une enveloppe réalisée en acier 15CDV6 à l'aide de méthodes de fabrication classiques (mise en forme et soudure). La tuyère est réalisée en acier avec un revêtement ablatif. Le deuxième étage a une masse d'environ 12 tonnes et utilise une tuyère orientable.

## Utilisation
L'Agni III est conçu pour être tiré d'une plateforme mobile routière ou ferroviaire. Moins de 10 missiles opérationnels seraient déployés en Inde du nord avec sans doute comme cible potentielle la Chine. Le missile peut emporter une charge utile allant jusqu'à 2 tonnes. Il est armé avec une ogive nucléaire de 40 kilotonnes d'équivalent TNT. 